# Huceine ibne Ali, Xarife de Meca
Saíde Huceine ibne Ali (em árabe: حسین بن علی; romaniz.: Ḥusayn bin'Alī; Istambul, 1854 – Amã, 4 de junho de 1931) foi um líder árabe que foi o xarife e emir de Meca de 1908 e, após proclamar a Grande Revolta Árabe contra o Império Otomano, Rei do Hejaz de 1916 a 1924. No final de seu reinado, ele também reivindicou brevemente o cargo de califa. Era descendente direto da 37.ª geração de Maomé, pois pertencia ao mesmo clã deste, os Banu Haxime (haxemitas).
Membro do clã Awn dos emires catádidas de Meca, ele foi percebido como tendo inclinações rebeldes e em 1893 foi convocado para Constantinopla, onde foi mantido no Conselho de Estado. Em 1908, logo após a Revolução dos Jovens Turcos, foi nomeado emir de Meca pelo sultão Abdulamide II. Em 1916, com a promessa de apoio britânico à independência árabe, ele proclamou a Revolta Árabe contra o Império Otomano, acusando o Comitê para a União e o Progresso de violar princípios do islã e limitar o poder do sultão-califa. Pouco depois da eclosão da revolta, Huceine declarou-se Rei dos Países Árabes. No entanto, suas aspirações pan-árabes não foram aceitas pelos Aliados, que o reconheceram apenas como Rei do Hejaz.
Após a Primeira Guerra Mundial, Huceine recusou-se a ratificar o Tratado de Versalhes, em protesto contra a Declaração Balfour e o estabelecimento dos mandatos britânico e francês na Síria, Iraque e Palestina. Mais tarde, ele se recusou a assinar o Tratado Anglo-Haxemita e, portanto, privou-se do apoio britânico quando seu reino foi invadido por Abdalazize ibne Saúde. Em março de 1924, quando o Califado Otomano foi abolido, Huceine se autoproclamou califa de todos os muçulmanos. Em outubro de 1924, enfrentando a derrota de ibne Saúde, ele abdicou e foi sucedido como rei por seu filho mais velho, Ali. Em 1921, seus filhos Faiçal e Abdalá se tornaram governantes do Iraque e da Transjordânia, respectivamente.